# Mordellistena mixta
Mordellistena mixta är en skalbaggsart som beskrevs av Ray 1946. Mordellistena mixta ingår i släktet Mordellistena och familjen tornbaggar. Inga underarter finns listade i Catalogue of Life.